# Joscelin I di Edessa
Joscelin di Courtenay o Joscelin I (... – 1131) fu signore di Turbessel dal 1101 al 1113, principe di Galilea  dal 1113 al 1119 e conte di Edessa dal 1119 fino alla morte.
Sotto il suo governo la contea di Edessa raggiunse il suo apice; dal 1118 al 1131 egli mantenne gli ampi e instabili confini con le sue prodezze militari.

## Biografia
Figlio di un altro Joscelin, signore di Courtenay (nato nel 1034) e di sua moglie Isabella (o Elisabetta) che era figlia di Guido I di Montlhery e sorella di Melisenda di Montlhery, quest'ultima era madre di Baldovino II.

### Al servizio di Baldovino II
Arrivò in Terra santa durante la Crociata del 1101, una spedizione  movimento minore che seguì la Prima crociata, ed entrò al servizio di suo cugino Baldovino di Bourg, che lo investì della signoria di Turbessel.
Nel 1104, Edessa fu attaccata da Mosul e sia Joscelin sia Baldovino, sconfitti alla battaglia di Harran, furono presi prigionieri.
Il cugino di Boemondo, Tancredi, divenne reggente di Edessa, ma fu Riccardo di Salerno a governare realmente.
Baldovino rimase prigioniero a Mosul fino al 1108, quando venne riscattato per 60.000 dinari da Joscelin, che a sua volta era stato riscattato poco tempo prima.
Già nel 1113 Joscelin si era ritagliato uno Stato semi-autonomo attorno a Turbessel, ad occidente dell'Eufrate, dove la terra era prospera, mentre Baldovino II controllava il territorio a oriente dell'Eufrate, attorno alla città di Edessa, che era spopolato e sottoposto ai continui attacchi dei turchi Selgiuchidi. 
In quest'anno Baldovino si riprese Turbessel e Joscelin andò a Gerusalemme, dove ricevette il titolo di principe di Galilea.

### Conte di Edessa

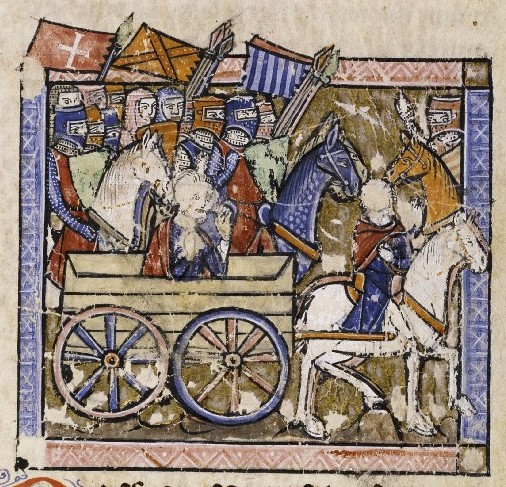
Joscelin I ferito.

Nel 1118, Baldovino II succedette a Baldovino I sul trono di Gerusalemme.
Nonostante la loro precedente ostilità, Joscelin diede pieno appoggio a Baldovino II, contro la candidatura di Eustachio III di Boulogne, fratello di Baldovino I.
Joscelin fu ricompensato con la contea di Edessa.
Come Conte, fu catturato insieme a Baldovino II nel 1123. Fu liberato con l'aiuto di cinquanta soldati armeni che, travestiti da mercanti, si infiltrarono nella fortezza dove erano tenuti i prigionieri, uccisero le guardie e issarono una bandiera cristiana; Joscelin se ne andò ma il re rimase nella fortezza che fu presto assediata e, dopo qualche tempo, ripresa dai musulmani.
Dopo essere tornato a Edessa, riuscì ad espandere il territorio della contea e, nel 1125 combatté nella battaglia di Azaz, contribuendo alla vittoria dei crociati contro l'atabeg di Mosul.
Nel 1131, durante l'assedio di un piccolo castello a nord-est di Aleppo, Joscelin rimase ferito gravemente nel crollo di un tunnel.
Poco dopo, egli apprese che l'emiro Gümüshtegin stava muovendo con il suo esercito contro la città fortificata di Kaysun. Quando il figlio e successore di Joscelin, il futuro Joscelin II, rifiutò di aiutare la città, egli ordinò alle sue truppe di togliere l'assedio e, trasportato su una lettiga, partì alla testa del suo esercito.
Quando Ghazi seppe dell'approssimarsi di Joscelin, che forse credeva già morto, tolse l'assedio e si ritirò, così il principe guerriero vinse un'ultima battaglia prima di morire, poco più tardi, ai bordi di una strada.

### Matrimoni e discendenza
Joscelin sposò Beatrice una nobildonna armena, figlia di Costantino I d'Armenia, che gli diede suo figlio: Joscelin II. 
Nel 1122, dopo la morte di Beatrice, Joscelin sposò Maria di Salerno, sorella di Ruggero di Salerno, Principe d'Antiochia.